# Corsoncus trochanteratus
Corsoncus trochanteratus är en stekelart som beskrevs av Dmitriy R. Kasparyan och Ruiz-cancino 2001. Corsoncus trochanteratus ingår i släktet Corsoncus och familjen brokparasitsteklar. Inga underarter finns listade i Catalogue of Life.